# Draft de l'NBA del 1968
El Draft de l'NBA de 1968 va donar dos noms de futurs membres del Basketball Hall of Fame, que a més va ser escollits entre els 50 millors jugadors de la història de l'NBA el 1996, Elvin Hayes i Wes Unseld. També s'ha de destacar dues eleccions que posteriorment van destacar com a entrenadors, Don Chaney i Rick Adelman.

## Primera ronda
|  | = All-Star     |
|  | = Hall of Fame |

| Posició | Jugador             | Nacionalitat | Equip de l'NBA         | Origen (Universitat/club) |
| ------- | ------------------- | ------------ | ---------------------- | ------------------------- |
| 1       | Elvin Hayes (C)     | Estats Units | San Diego Rockets      | Houston                   |
| 2       | Wes Unseld (C)      | Estats Units | Baltimore Bullets      | Louisville                |
| 3       | Bob Kauffman (PF)   | Estats Units | Seattle SuperSonics    | Guilford                  |
| 4       | Tom Boerwinkle (C)  | Estats Units | Washington Bullets     | Tennessee                 |
| 5       | Don Smith (C)       | Estats Units | Cincinnati Royals      | Iowa State                |
| 6       | Otto Moore (C)      | Estats Units | Detroit Pistons        | Pan American              |
| 7       | Charles Paulk (PF)  | Estats Units | Milwaukee Bucks        | Northeastern State        |
| 8       | Gary Gregor         | Estats Units | Phoenix Suns           | South Carolina            |
| 9       | Ron Williams (SG)   | Estats Units | San Francisco Warriors | West Virginia             |
| 10      | Bill Hosket (PF)    | Estats Units | New York Knicks        | Ohio State                |
| 11      | Bill Hewitt (PF)    | Estats Units | Los Angeles Lakers     | USC                       |
| 12      | Don Chaney (SG)     | Estats Units | Boston Celtics         | Houston                   |
| 13      | Skip Harlicka (SG)  | Estats Units | Atlanta Hawks          | South Carolina            |
| 14      | Shaler Halimon (PG) | Estats Units | Philadelphia 76ers     | South Carolina            |

## Jugadors destacats no escollits en 1a ronda
| Posició | Jugador           | Nacionalitat | Equip de l'NBA    | Origen (Universitat/club) |
| ------- | ----------------- | ------------ | ----------------- | ------------------------- |
| 23      | Stu Lantz (SG)    | Estats Units | San Diego Rockets | Saint Louis               |
| 79      | Rick Adelman (PG) | Estats Units | Detroit Pistons   | Loyola (Los Angeles)      |
| 157     | Ron Boone (SG)    | Estats Units | Phoenix Suns      | Marquette                 |